# Иммс, Огастус Дэниел
Огастус Дэниел Иммс (Augustus Daniel Imms, 24 августа 1880 — 3 апреля 1949) — английский учёный, преподаватель и энтомолог. Член Лондонского королевского общества (1929), президент Королевского энтомологического общества (1936—1937). В 1947 избран членом Американской академии искусств и наук.

## Биография
Родился 24 августа 1880 года в Moseley (Вустершир, Великобритания).
Учился в колледже Mason Science College и в Бирмингемском университете. 
В 1913 году женился на Georgiana Mary French. 
С 1918 года работал главным энтомологом в институте Rothamsted Research в основанном им департаменте энтомологии. С 1931 по 1945 годы преподавал в Даунинг-колледже в Кэмбридже (Великобритания).

## Признание
Источник
- Член Лондонского королевского общества (1929)
- президент Королевского энтомологического общества (1936—1937)
- Член Американской академии искусств и наук (1947)
- Член Linnean Society
- Президент Association of Applied Biologists (1930—1931), Вице-президент (1924-1927)
- Почётный член Entomological Societies of Holland, Finland, India

## Основные труды
Автор классического труда по энтомологии, выдержавшего несколько переизданий, включая посмертные. Впервые его книга A General Textbook of Entomology была издана в 1925 году издательством Methuen. Седьмое издание вышло в 1948, то есть всего за год до смерти автора. Книга стала основным энтомологическим учебником своего времени. После кончины Иммса ещё три переиздания вышли благодаря усилиям британских энтомологов профессоров Оуайна Ричардса и Richard Gareth Davies, их финальный совместный труд в виде 10-го издания появился в 1977 году.
- A general textbook of entomology: Including the anatomy, physiology, development and classification of insects (1925 —) ISBN 978-0-412-61390-6
  -  — 10th edition / London, New York : Chapman and Hall, 1977-
  -  — 9th ed. / London : Methuen, Chapman & Hall, 1957
  -  — 7th ed. / London : Methuen & Co., 1948
  -  — 6th éd. / London : Methuen, 1946
  -  — 5th éd. / London : Methuen, 1942
  -  — 3th ed. revue et augmentée / London : Methuen, 1934
- Recent advances in entomology. London Churchill, 1931
  -  — 2nd ed. / London : J. & A. Churchill, 1937
- Insect Natural History. New Naturalist, Collins, London, 1947
  -  — 2nd rev. ed. / London : Collins, 1956
- Outlines of entomology. London : Methuen, 1944
  -  — 7th éd. (R. G. Davies) / London : Chapman and Hall, 1988
  -  — 5th ed. rev. by O. W. Richards and R. G. Davies / London : Methuen, 1959
  -  — London : Methuen, 1944
  -  — London : Methuen & co. LTD., [1942]
- Social behaviour in insects / Third edition / London : Methuen, 1947